# 列治·莊臣 (1989年)
列治奧·莊臣（英語：Reginald Johnson，1989年12月16日—）為美國男子籃球運動員，司職中鋒。

## 籃球生涯
莊臣生於美國北卡羅萊納州溫斯頓-塞勒姆，於邁阿密大學畢業，並曾征戰北京和巴西籃球聯賽。
2014年6月，他與同鄉拜仁·奧斯汀一同來加盟當時仍在乙組聯賽角逐和剛組成的東方，而二人不單協助東方奪得乙組聯賽冠軍，進軍甲二聯賽，而當莊臣完成比賽後，回到美國繼續追尋他的夢想，參與2014年7月NBA夏季聯賽以進行選拔。
2015年11月，他加盟東南亞職業籃球聯賽球隊西港馬來西亞猛龍，並協助球隊首度奪得東南亞職業籃球聯賽冠軍，而他更當選聯賽世界外援MVP。
2016年6月，他再轉會東南亞職業籃球聯賽球隊莫諾吸血鬼，至12月被球隊解約。
2018年3月加盟伊拉斯圖雨晴。2020年2月加入孔敬暴龍。

## 球場以外
雖然莊臣是個內線球員，但他最喜歡的NBA球員前洛杉磯湖人球星高比·拜仁，而他最喜歡的NBA國際球員則是同位置現時效力達拉斯小牛的德克·諾威斯基。

## 數據統計
| 球季    | 球隊       | 聯賽             | PPG  | RPG | APG | EFF  |
| ------- | ---------- | ---------------- | ---- | --- | --- | ---- |
| 2014–15 | 公爵林英雄 | 荷蘭職業籃球聯賽 | 12.4 | 8.3 | 1.8 | 16.9 |

## 外部連結
- 列治·莊臣在Sports-Reference.com（NCAA）（英语）
- 列治·莊臣在Eurobasket.com（球員）（英语）
- 列治·莊臣在RealGM（英语）
- 列治·莊臣在Proballers（英语）